# Marsella (kommun)
Marsella är en kommun i Colombia.   Den ligger i departementet Risaralda, i den centrala delen av landet, 190 km väster om huvudstaden Bogotá. Antalet invånare är 21 457. Arean är 149 kvadratkilometer.
Terrängen i Marsella är lite bergig.